# كلية الصحافة للدراسات العليا في جامعة كولومبيا
كلية الدراسات العليا للصحافة بجامعة كولومبيا (بالإنجليزية: Columbia University Graduate School of Journalism)، هي واحدة من أقدم مدارس الصحافة في العالم ومدرسة الصحافة الوحيدة في دوري أيفي. تأسست عام 1912 من قبل جوزيف بوليتسر، و هي تابعة لجامعة كولومبيا في مدينة نيويورك.
هي تعد من الأربعة الكبار في مجال الصحافة في الولايات المتحدة بجانب كلية الصحافة في جامعة ميزوري وكلية صاموئيل نيوهاوس في جامعة سيراكيوز وكلية ميديل للصحافة في جامعة نورث ويسترن. تقدم أربعة برامج للحصول على درجة الدراسات العليا.
تشترك المدرسة في المرافق مع جوائز بوليتسر. يدير بشكل مباشر العديد من الجوائز الأخرى، بما في ذلك جائزة جائزة ألفريد آي دوبونت - جامعة كولومبيا، التي تكرم التميز في البث والصحافة الرقمية في الخدمة العامة. وهي تشارك في رعاية جوائز المجلة الوطنية، المعروفة أيضًا باسم جوائز إيلي، وتنشر مجلة كولومبيا للصحافة.
بالإضافة إلى تقديم برامج التطوير المهني والزمالات وورش العمل، تعد المدرسة موطنًا لمركز تاو للصحافة الرقمية  ومعهد براون للابتكار الإعلامي  ومركز دارت للصحافة والصدمات.
يعتبر القبول في المدرسة انتقائيًا للغاية وقد جذب تقليديًا هيئة طلابية دولية للغاية. يجتمع مجلس الزوار بشكل دوري لتقديم المشورة لمكتب العميد ودعم مبادرات المدرسة.

## تاريخ

### مدرسة بوليتسر للصحافة

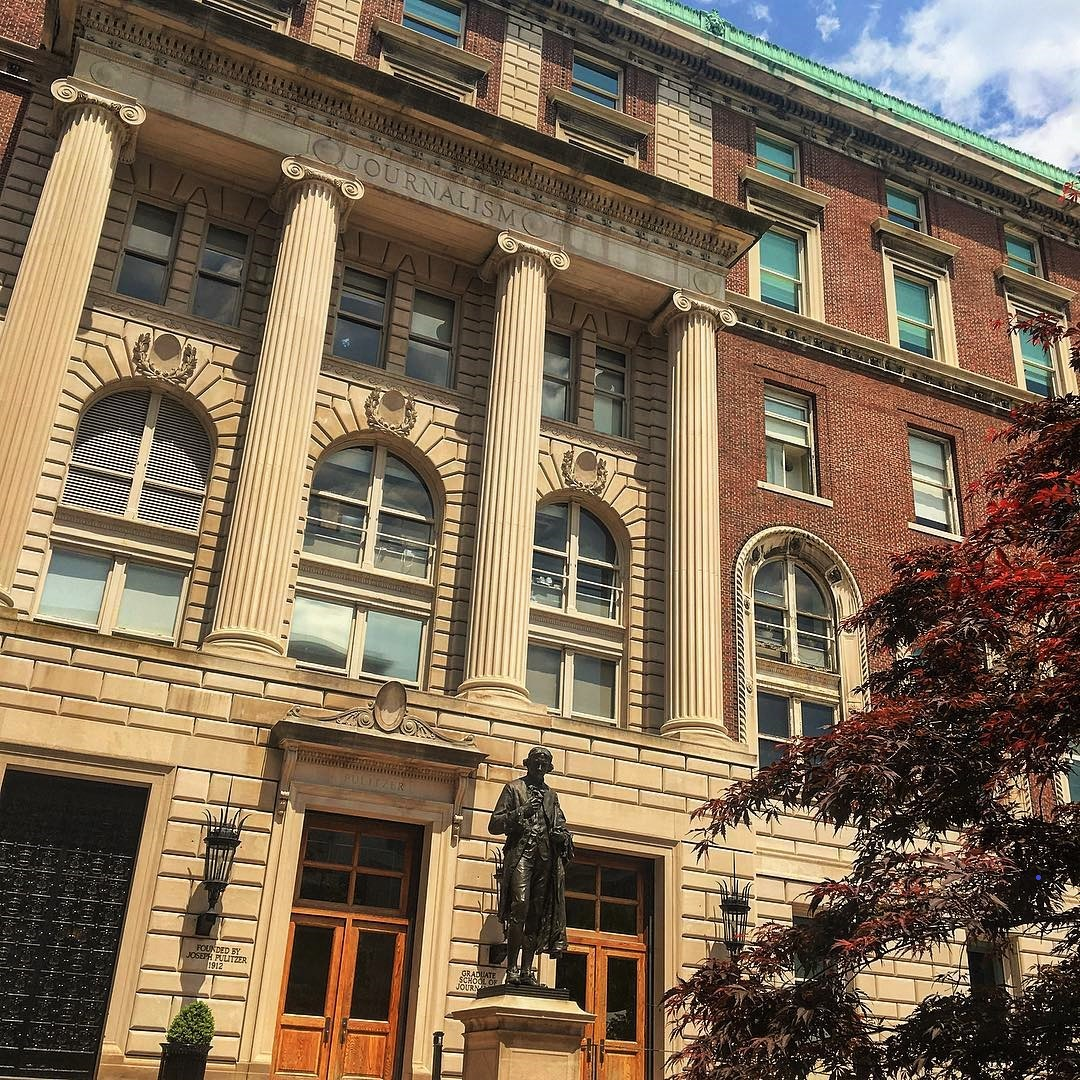
قاعة بوليتسر

في عام 1892، قدم جوزيف بوليتسر، قطب الصحف المجري المولد، تمويلًا لرئيس جامعة كولومبيا سيث لو لإنشاء أول مدرسة صحافة في العالم. سعى إلى رفع مستوى مهنة يُنظر إليها في كثير من الأحيان على أنها تجارة مشتركة يتم تعلمها من خلال التدريب المهني. كانت فكرته مركزًا للصحافة المستنيرة في السعي وراء المعرفة وكذلك المهارات في خدمة الديمقراطية. كتب بوليتسر في مقال رئيسي في عدد مايو 1904 من مجلة أمريكا الشمالية ريفيو: «سوف ينقل المعرفة - ليس لمصلحتها الخاصة، ولكن لاستخدامها في الخدمة العامة». كانت الجامعة مقاومة للفكرة. لكن خليفة لو، نيكولاس موراي بتلر، كان أكثر تقبلاً للخطة.
كان بوليتسر عازمًا على إنشاء رؤيته في كولومبيا وعرض عليها دولارين مليون هدية، ربعها كان سيُستخدم لتأسيس جوائز في الصحافة والفنون. استغرق الأمر سنوات من المفاوضات ووفاة بوليتسر في أكتوبر 1911 لوضع اللمسات الأخيرة على الخطط. في 30 سبتمبر 1912، بدأت الفصول الدراسية بـ 79 طالبًا جامعيًا وطلاب دراسات عليا، بما في ذلك اثنتي عشرة امرأة. تم تعيين الصحفي المخضرم تالكوت ويليامز كمدير للمدرسة. عندما لا يحضر الطلاب الفصول الدراسية والمحاضرات، جاب الطلاب المدينة بحثًا عن الأخبار. تم تكليف زملائهن الأكثر تقدمًا بتغطية زيارة الرئيس الأمريكي ويليام هوارد تافت، وهي محاكمة مثيرة للقتل على أيدي الشرطة ومسيرة نسائية للاقتراع. ذهب طالب من الصين متخفيًا للإبلاغ عن وكر الكوكايين في وسط المدينة. تم تشييد مبنى للصحافة في العام التالي في شارع برودواي وشارع 116 في الطرف الغربي من الحرم الجامعي. تم تركيب تمثال لتوماس جيفرسون في يونيو 1914 كرمز «للاستفسار الحر» الذي تجسد في المناقشات بينه وبين زميله المؤسس الأمريكي وخريج جامعة كولومبيا، ألكسندر هاملتون، الذي تم الكشف عن قانونه مباشرة عبر الحرم الجامعي قبل ست سنوات.

### أول خريجة كلية الصحافة
في عام 1935، قاد دين كارل أكرمان، وهو خريج عام 1913، انتقال المدرسة لتصبح أول كلية دراسات عليا للصحافة في الولايات المتحدة. مع انتشار سمعة المدرسة وانتشارها (يرجع ذلك جزئيًا إلى هيئة التدريس المساعدة من الصحفيين العاملين في نيويورك وهيئة التدريس المتفرغة التي تضم الفائزين في بوليتسر دوجلاس سوثال فريمان وهنري إف برينجل ووالتر بي بيتكن مؤلف تبدأ الحياة في الأربعين). بدأت بتقديم دورات دراسية في الأخبار التلفزيونية وصناعة الأفلام الوثائقية بالإضافة إلى تركيزها على الصحف والإذاعة. تأسست جوائز ماريا مورز كابوت، وهي أقدم الجوائز الدولية في مجال الصحافة، في عام 1938، لتكريم التقارير الصحفية في أمريكا اللاتينية ومنطقة البحر الكاريبي. انتقلت جوائز ألفريد آي دوبونت كولومبيا للتميز في الصحافة الإذاعية إلى المدرسة في عام 1968. في عام 1958، تم إنشاء جائزة كولومبيا للصحافة، وهي أعلى وسام شرف في المدرسة، لتكريم الشخص الذي حقق الإنجاز الشامل والخدمة المتميزة للصحافة. بعد ثلاث سنوات، بدأت المدرسة في نشر مجلة كولومبيا للصحافة.

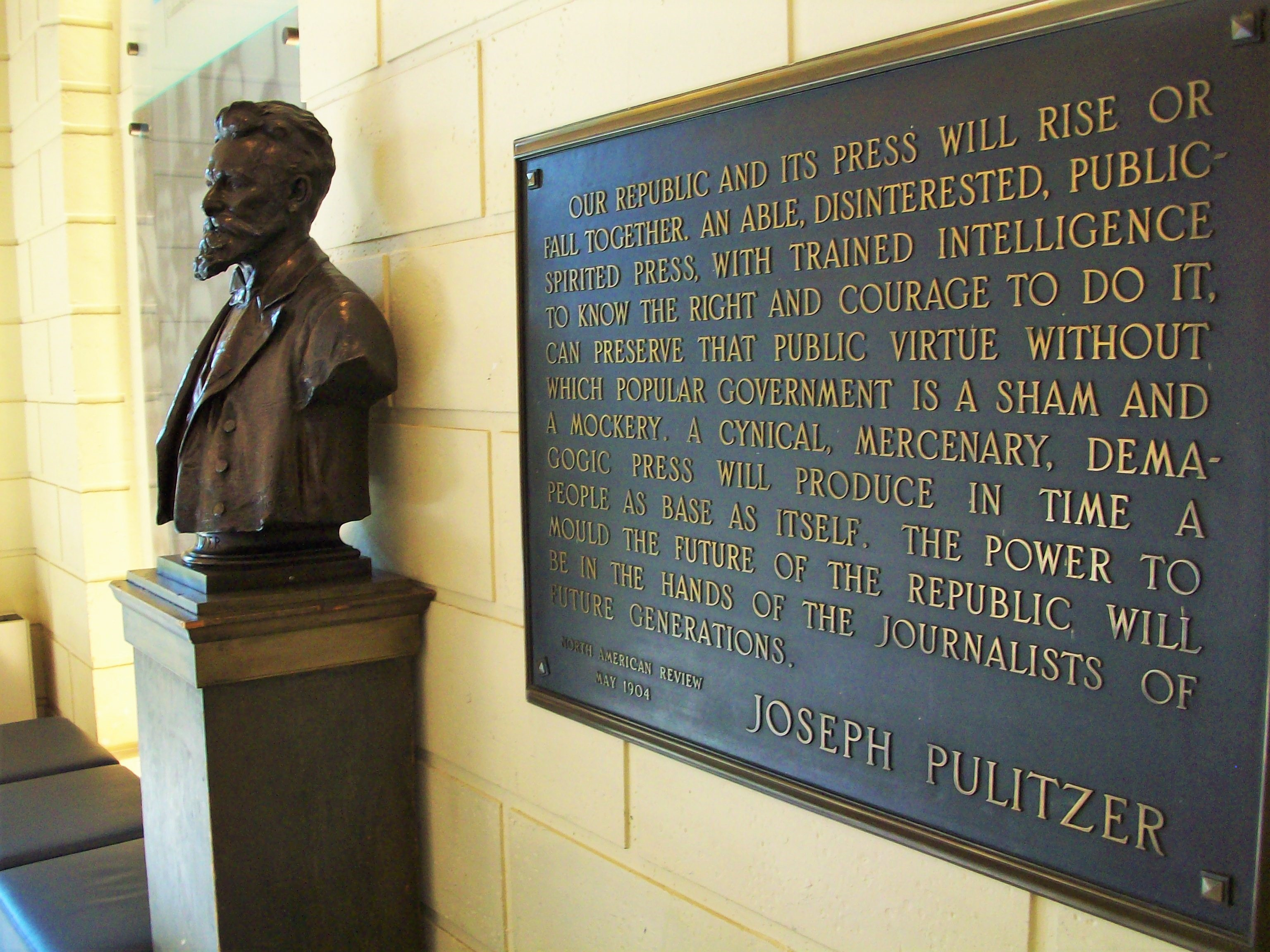
تمثال نصفي لجوزيف بوليتسر ولوحة في بهو مدرسة كولومبيا للصحافة

بعد انضمامه إلى هيئة التدريس في عام 1950، أصبح مراسل الأمم المتحدة المخضرم جون هوهنبرج المدير الافتتاحي لجوائز بوليتسر في عام 1954، وهو تعيين ثانوي كان سيشغله حتى عام 1976. خلف أكرمان منصب العميد في عام 1954 من قبل مساعد وزير الخارجية السابق للشؤون العامة إدوارد دبليو باريت، الذي خدم حتى عام 1968. في عام 1966، بدأت المدرسة في منح جوائز المجلة الوطنية بالتعاون مع الجمعية الأمريكية لمحرري المجلات. تم تعيين الرئيس السابق لشبكة سي بي إس الإخبارية فريد دبليو فريندلي في نفس العام في أعضاء هيئة التدريس المعينين وعزز برنامج الصحافة الإذاعية جنبًا إلى جنب مع مراسل إن بي سي نيوز السابق إيلي أبيل، الذي شغل منصب عميد الكلية من 1970 إلى 1979. وقد خلف أبيل محرر نيوزويك السابق والأخصائي الاجتماعي البارز في نيويورك أوزبورن إليوت (1979-1986)، والذي خلفه بدوره المتعاون منذ فترة طويلة بيل مويرز جوان كونر (1988-1996)، عميدة المدرسة الوحيدة حتى الآن. بحلول سبعينيات القرن الماضي، أصبحت دورة إعداد التقارير والكتابة 1 (RW1) حجر الزاوية في المناهج الأساسية للمدرسة. تم إنشاء زمالة فارس - باجهوت في عام 1975 لإثراء الاقتصاد وصحافة الأعمال. في عام 1985، تم تأسيس مركز ديلاكورتي لصحافة المجلات. أثناء عمله كمسؤول في بوليتسر، التحق سيمور توبينج مدير تحرير صحيفة نيويورك تايمز السابق بهيئة التدريس في عام 1994.
تم إنشاء برنامج الدكتوراه في عام 1998 من قبل عالم الاتصالات جيمس دبليو كاري، الذي ظهر «كمحرر ومساهم في العديد من المنشورات العلمية في وقت كانت فيه كولومبيا تحث أساتذة الصحافة على إجراء المزيد من البحوث الأكاديمية». في عام 2005، أنشأ نيكولاس ليمان، بعد عامين من عمله كعميد، برنامج ماجستير ثاني أكثر تخصصًا يؤدي إلى درجة الماجستير في الآداب، مما دفع إلى تعيين الصحفي السياسي توماس بي إدسال والناقد الموسيقي ديفيد هاجدو. نتيجة للتغيرات الصناعية التي فرضتها وسائل الإعلام الرقمية، ألغت المدرسة في عام 2013 الفروق بين أنواع الوسائط، مثل الصحف والإذاعة والمجلات والوسائط الجديدة، كتخصصات في منهاج ماجستير العلوم. تم افتتاح مركز توني ستابيل للصحافة الاستقصائية في عام 2006، وهو مكرس لتدريب مجموعة مختارة من الطلاب المهتمين بممارسة مهن في الصحافة الاستقصائية. بعد مرور عام، تم إنشاء زمالة سبنسر للتركيز على التقارير الطويلة. انتقل مركز دارت للصحافة والصدمات إلى كولومبيا في عام 2009 للتركيز على التغطية الإعلامية للصدمات والنزاعات والمآسي. في عام 2010، تم إنشاء مركز السحب للصحافة الرقمية. تم إطلاق معهد براون للابتكار الإعلامي تحت رعاية الإحصائي وعالم البيانات السابق في مختبرات بيل، مارك هنري هانسن في عام 2012. 

## البرامج الأكاديمية
يوفر برنامج الماجستير في العلوم (MS) بالمدرسة لمدة عشرة أشهر للصحفيين الطموحين وذوي الخبرة فرصة لدراسة مهارات وفن وأخلاقيات الصحافة من خلال كتابة التقارير وكتابة القصص التي تتراوح من المقالات الإخبارية القصيرة إلى السمات السردية المعقدة. يتم اختيار بعض الطلاب المهتمين بالتقارير الاستقصائية للدراسة في مركز ستابيل للصحافة الاستقصائية، وهو تخصص لبرنامج ماجستير. كما يتم تقديم برامج التخصص في الصحافة الوثائقية والبيانات. يتم تقديم برنامج الماجستير في العلوم أيضًا على أساس عدم التفرغ.
يقوم برنامج برنامج الماجستير في العلوم لمدة عام في صحافة البيانات بتعليم مهارات العثور على البيانات وجمعها وتحليلها لسرد القصص والعرض التقديمي والتقارير الاستقصائية.
تقدم المدرسة العديد من البرامج ذات الدرجة المزدوجة بالتعاون مع مدارس أخرى في كولومبيا: الصحافة وعلوم الكمبيوتر، والصحافة والشؤون الدولية، والصحافة والقانون، والصحافة والأعمال، والصحافة والدين. تقدم المدرسة أيضًا برامج دولية مزدوجة الدرجة مع معهد الدراسات السياسية في باريس، فرنسا وجامعة ويتواترسراند في جوهانسبرج، جنوب إفريقيا.
برنامج ماجستير الآداب (MA) الأصغر والأكثر تخصصًا لمدة تسعة أشهر مخصص للصحفيين ذوي الخبرة المهتمين بالتركيز على مجال موضوع معين: السياسة أو العلوم أو الأعمال والاقتصاد أو الفنون والثقافة. يعمل طلاب الماجستير بشكل وثيق مع أساتذة الصحافة ويدرسون دورات في الأقسام الأكاديمية والمدارس الأخرى في الجامعة. البرنامج بدوام كامل.
يعتمد برنامج الدكتوراه على موارد كولومبيا في نهج متعدد التخصصات لدراسة الاتصالات. دكتوراه. يقوم الطلاب بصياغة دورات دراسية فردية لاكتساب معرفة عميقة في مجال التركيز من خلال البحث والدورات الدراسية في تخصصات تتراوح من التاريخ أو علم الاجتماع أو الدين إلى الأعمال التجارية أو الشؤون الدولية.

## فوز برونكس
فوز برونكس، الذي تأسس في عام 1981 وينشر أيام الاثنين، هو المنشور الطلابي الأسبوعي لمدرسة كولومبيا للصحافة. يخدم القراء في جنوب ووسط برونكس ويغطي التعليم والوظائف والبطالة والرعاية الصحية والجريمة والنقل الجماعي والدين والفنون. يتم تحرير قصص الطلاب من قبل الزملاء والصحفيين المحترفين من نيويورك تايمز وغيرها من الصحف اليومية في نيويورك الذين يحررون النسخ ويساعدون في تصميم الصحيفة.

## جوائز الصحافة

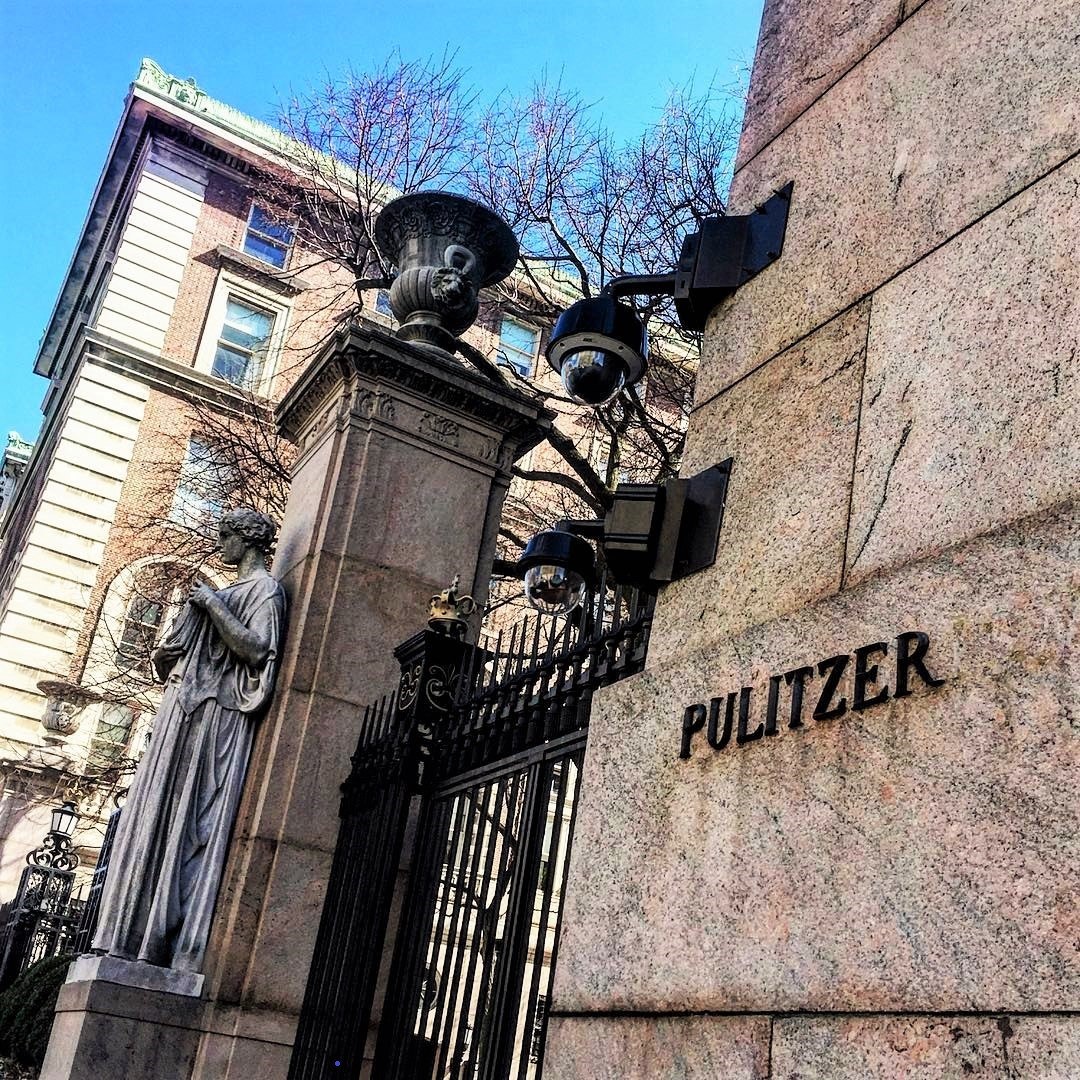
شارع برودواي والبوابة الرئيسية لشارع 116 خارج قاعة بوليتسر

بالإضافة إلى جائزة بوليتسر، تدير مدرسة كولومبيا للصحافة أيضًا جائزة ألفريد آي دوبونت - جامعة كولومبيا، وجوائز المجلة الوطنية، وجوائز ماريا مورز كابوت، وجائزة جون تشانسيلور للتميز في الصحافة، وجوائز لوكاس، وجوائز أوكس، وجائزة ماير بيرغر وجائزة بول توبينكين التذكارية وجوائز دارت للتميز في تغطية الصدمات.

## الاعتماد الاكاديمي
مدرسة كولومبيا للصحافة معتمدة من جمعية التعليم في الصحافة والاتصال الجماهيري.

## خريج متميز
- دانيال الاركون، أستاذ مساعد.
- إميلي بيل، أستاذ ليونارد تو في الممارسة المهنية في الصحافة.
- هيلين بنديكت، أستاذ.
- نينا بيرمان، أستاذ.
- والت بوجدانيتش، أستاذ مساعد.
- جيلاني كوب، أستاذ الصحافة في إيرا أ. ليبمان.
- ستيف كول، عميد الكلية، وأستاذ الصحافة هنري آر لوس.
- شيلا كورونيل، أستاذة الممارسة المهنية في الصحافة الاستقصائية توني ستابيل.
- جون دينجز، أستاذ فخري في الصحافة جودفري لويل كابوت.
- توماس ب.إدسال، أستاذ مساعد (غير نشط اعتبارًا من خريف 2020).
- صموئيل ج فريدمان، أستاذ.
- هوارد دبليو فرينش، أستاذ.
- كيث جيسن، أستاذ مساعد في مجلة صحافة المجلات جورج ت. ديلاكورت.
- آري ل.غولدمان، أستاذ.
- سيج جيسلر، أستاذ مساعد؛ المدير السابق لجوائز بوليتسر (غير نشط اعتبارًا من خريف 2020).
- تود جيتلين، أستاذ ورئيس، برنامج الدكتوراه.
- ديفيد هاجدو، أستاذ.
- لينيل هانكوك، أستاذ ه. جوردون جاربديان للصحافة.
- مارك هنري هانسن، أستاذ ديفيد وهيلين جورلي براون للصحافة.
- ريتشارد ر. جون، أستاذ.
- نيكولاس ليمان، عميد فخري؛ جوزيف بوليتسر الثاني وأستاذ الصحافة إديث بوليتسر مور.
- ديل ماهريدج، أستاذ.
- سيلفيا نصار، جون س. وجيمس إل نايت الأستاذ الفخري في صحافة الأعمال.
- فيكتور نافاسكي، جورج ت. ديلاكورت الابن، أستاذ فخري في الممارسة المهنية في صحافة المجلات.
- تشارلز أورنستين، أستاذ مشارك مساعد.
- مايكل شودسون، أستاذ.
- كورى سيشا، أستاذ مساعد مساعد (غير نشط اعتبارًا من خريف 2020).
- جيمس ب. ستيوارت، أستاذ بلومبرج للصحافة التجارية.
- الكسندر ستيل، أستاذ سان باولو للصحافة الدولية.
- جوناثان وينر، أستاذ ماكسويل إم جيفن للصحافة الطبية والعلمية.

## روابط خارجية
- موقع مدرسة كولومبيا للصحافة.
- موقع Columbia Journalism Review.
- خريطة: .